# Artes marciales mixtas en Brasil
Las artes marciales mixtas en Brasil son el segundo deporte más popular detrás del fútbol, pero históricamente el primero en cuanto a deporte de combate. Brasil es visto como un pionero de MMA en el mundo, y muchos fanáticos brasileños adjudican al país como el creador de esta disciplina.
El país ha producido númerosos peleadores que han ganado campeonatos mundiales en el extranjero, como PRIDE Fighting Championships, M-1 Global, Ultimate Fighting Championship, Bellator MMA, ONE Championship y LUX Fight League. En el caso de UFC, los brasileños conforman la mayor cantidad de campeones extranjeros (un total de 22 peleadores).

## Historia
El precursor de las artes marciales mixtas en suelo brasileño fue el vale tudo, una modalidad de combate que data de la década de 1920 en la que los atletas pueden usar cualquier técnica proveniente de las artes marciales o de diferentes deportes de combate, ya que como el nombre indicaba, todo era valido. El término incluso se utilizó como un sinónimo de MMA en el país, pero cayó en desuso debido a la aparición de reglas más estrictas y a la influencia de los medios de comunicación para darle un nombre más «civilizado». Actualmente se usa para referirse a una etapa temprana, más libre de reglas, del deporte moderno.
Gran parte de la popularidad y el estatus de Brasil como una potencia en este deporte se debe a la familia Gracie. El 23 de octubre de 1951, el patriarca Hélio Gracie se enfrentó al luchador japonés Masahiko Kimura en una pelea que, si bien, no tenía ningún campeonato en juego, tenía por un lado al pionero del jiu-jitsu brasileño y por el otro, a un maestro del judo. El resultado fue una victoria de Kimura por tirada de toalla y fue considerada como una de las primeras innovaciones de artes marciales mixtas.
El evento inaugural de la International Vale Tudo Championship, una de las primeras organizaciones de MMA brasileña, se llevó a cabo el 6 de julio de 1997, y tenía como objetivo reunir a los mejores peleadores de diferentes estilos de artes marciales ya que Sérgio Batarelli pretendía inspirar el IVC en lo que fueron los primeros torneos de UFC. En el evento participaron Gary Goodridge que ganó el torneo tras derrotar a sus tres rivales y Dan Severn que derrotó a Ebenezer Fontes Braga en un combate que no formaba parte del torneo.
En 1998, la Ultimate Fighting Championship realizó el evento llamado «UFC Brazil» en el Ginasio da Portuguesa de São Paulo, lo que marcaba la primera visita de UFC a un país de América Latina. Una de las peleas más esperadas de la noche fue Wanderlei Silva (futuro campeón en PRIDE) contra Vitor Belfort (futuro campeón en UFC). Belfort dio a Silva el primer KO de su carrera tras una lluvia de golpes a los 44 segundos de iniciada la pelea.

## Organizaciones
Jungle Fight es una promoción brasileña de MMA y kickboxing, y ha sido considerada como la de mayor importancia en América del Sur, pues muchos de sus peleadores han saltado a grandes promociones extranjeras.  Anteriormente existió International Vale Tudo Championship, que estuvo activa entre 1997 a 2003 con un breve retorno a finales de la década de 2010, cuando la empresa cerró definitivamente.
La Comissao Atletica Brasileira de MMA (CABMMA), representa a las federaciones estatales de todo Brasil y está encabezada por los abogados Giovanni Biscardi y Rafael Favettia, exsecretario ejecutivo del Ministro de Justicia y Ministro interino de Justicia. Desde 2013, es miembro de la Federación Internacional de Artes Marciales Mixtas (IMMAF).